# (37321) 2001 QX69
2001 QX69 (asteroide 37321) é um asteroide da cintura principal. Possui uma excentricidade de 0.16900990 e uma inclinação de 12.76998º.
Este asteroide foi descoberto no dia 17 de agosto de 2001 por LINEAR em Socorro.